# Milesia oshimaensis
Milesia oshimaensis är en tvåvingeart som beskrevs av Tokuichi Shiraki 1930. Milesia oshimaensis ingår i släktet Milesia och familjen blomflugor. Inga underarter finns listade i Catalogue of Life.